# 38e cérémonie des British Academy Film Awards
Pour la cérémonie des BAFTAs récompensant la télévision, voir la 32e cérémonie des British Academy Television Awards.
La 38e cérémonie des British Academy Film Awards, organisée par la British Academy of Film and Television Arts, s'est déroulée en 1985 et a récompensé les films sortis en 1984.

## Palmarès

### Meilleur film
- La Déchirure (The Killing Fields)
  - Paris, Texas
  - L'Habilleur (The Dresser)
  - Porc royal (A Private Function)

### Meilleur réalisateur
- Wim Wenders pour Paris, Texas
  - Sergio Leone pour Il était une fois en Amérique (Once Upon a Time in America)
  - Peter Yates pour L'Habilleur (The Dresser)
  - Roland Joffe pour La Déchirure (The Killing Fields)

### Meilleur acteur
- Haing S. Ngor pour le rôle de Dith Pran dans La Déchirure (The Killing Fields)
  - Sam Waterston pour le rôle de Sydney Schanberg dans La Déchirure (The Killing Fields)
  - Tom Courtenay pour le rôle de Norman dans L'Habilleur (The Dresser)
  - Albert Finney pour le rôle de Sir dans L'Habilleur (The Dresser)

### Meilleure actrice
- Maggie Smith pour le rôle de Joyce Chilvers dans Porc royal (A Private Function)
  - Shirley MacLaine pour le rôle d'Aurora Greenway dans Tendres Passions (Terms of Endearment)
  - Meryl Streep pour le rôle de Karen Silkwood dans Le Mystère Silkwood (Silkwood)
  - Helen Mirren pour le rôle de Marcella dans Cal

### Meilleur acteur dans un second rôle
- Denholm Elliott pour le rôle du Dr Swaby dans Porc royal (A Private Function)
  - Michael Elphick pour le rôle de Pasha dans Gorky Park
  - Ian Holm pour le rôle du Capt. Philippe D'Arnot dans Greystoke, la légende de Tarzan (Greystoke: The Legend of Tarzan, Lord of the Apes)
  - Ralph Richardson pour le rôle du 6e Comte de Greystoke dans Greystoke, la légende de Tarzan (Greystoke: The Legend of Tarzan, Lord of the Apes)

### Meilleure actrice dans un second rôle
- Liz Smith pour le rôle de la mère dans Porc royal (A Private Function)
  - Tuesday Weld pour le rôle de Carol dans Il était une fois en Amérique (Once Upon a Time in America)
  - Cher pour le rôle de Dolly Pelliker dans Le Mystère Silkwood (Silkwood)
  - Eileen Atkins pour le rôle de Madge dans L'Habilleur (The Dresser)

### Meilleur scénario original
- Broadway Danny Rose – Woody Allen
  - Les Copains d'abord (The Big Chill) – Lawrence Kasdan et Barbara Benedek
  - Joie et Réconfort – Bill Forsyth
  - Porc royal (A Private Function) – Alan Bennett

### Meilleur scénario adapté
- La Déchirure (The Killing Fields) – Bruce Robinson
  - Another Country : Histoire d'une trahison (Another Country) – Julian Mitchell
  - Paris, Texas – Sam Shepard
  - L'Habilleur (The Dresser) – Ronald Harwood

### Meilleure direction artistique
- La Déchirure (The Killing Fields) – Roy Walker
  - Greystoke, la légende de Tarzan (Greystoke: The Legend of Tarzan, Lord of the Apes) – Stuart Craig
  - 1984 (Nineteen Eighty-Four) – Allan Cameron
  - La Compagnie des loups (The Company of Wolves) – Anton Furst

### Meilleurs costumes
- Il était une fois en Amérique (Once Upon a Time in America)
  - La Compagnie des loups (The Company of Wolves)
  - Les Bostoniennes (The Bostonians)
  - Un amour de Swann

### Meilleurs maquillages et coiffures
- Greystoke, la légende de Tarzan (Greystoke: The Legend of Tarzan, Lord of the Apes)
  - La Déchirure (The Killing Fields)
  - La Compagnie des loups (The Company of Wolves)
  - L'Habilleur (The Dresser)

### Meilleure photographie
- La Déchirure (The Killing Fields) – Chris Menges
  - Greystoke, la légende de Tarzan (Greystoke: The Legend of Tarzan, Lord of the Apes) – John Alcott
  - Il était une fois en Amérique (Once Upon a Time in America) – Tonino Delli Colli
  - Indiana Jones et le Temple maudit (Indiana Jones and the Temple of Doom) – Douglas Slocombe

### Meilleur montage
- La Déchirure (The Killing Fields) – Jim Clark
  - Another Country : Histoire d'une trahison (Another Country) – Gerry Hambling
  - Indiana Jones et le Temple maudit (Indiana Jones and the Temple of Doom) – Michael Kahn
  - Under Fire – John Bloom et Mark Conte

### Meilleurs effets visuels
- Indiana Jones et le Temple maudit (Indiana Jones and the Temple of Doom) – George Gibbs, Michael J. McAlister, Dennis Muren et Lorne Peterson
  - La Compagnie des loups (The Company of Wolves)
  - La Déchirure (The Killing Fields)
  - SOS Fantômes (Ghostbusters)

### Meilleur son
- La Déchirure (The Killing Fields)
  - Carmen
  - Greystoke, la légende de Tarzan (Greystoke: The Legend of Tarzan, Lord of the Apes)
  - Indiana Jones et le Temple maudit (Indiana Jones and the Temple of Doom)

### Meilleure musique de film
- Il était une fois en Amérique (Once Upon a Time in America) – Ennio Morricone
  - Carmen – Paco de Lucía
  - Paris, Texas – Ry Cooder
  - La Déchirure (The Killing Fields) – Mike Oldfield

### Meilleure chanson originale
- Ghostbusters de Ray Parker Jr. – SOS Fantômes (Ghostbusters)
  - Together in Electric Dreams de Giorgio Moroder et Philip Oakley – La Belle et l'Ordinateur (Electric Dreams)
  - No More Lonely Nights de Paul McCartney – Give My Regards to Broad Street
  - I Just Called to Say I Love You de Stevie Wonder – La Fille en rouge (The Woman in Red)

### Meilleur film en langue étrangère
- Carmen •  Espagne
  - Un dimanche à la campagne •  France
  - Un amour de Swann •  France/ Allemagne de l'Ouest
  - Le Retour de Martin Guerre •  France

### Meilleur court-métrage
- The Dress – Eva Sereny
  - Killing Time – Chris O'Reilly
  - Samson and Delilah – Mark Peploe

### Meilleur nouveau venu dans un rôle principal
- Haing S. Ngor – La Déchirure (The Killing Fields)
  - Rupert Everett – Another Country : Histoire d'une trahison (Another Country)
  - Tim Roth – The Hit
  - John Lynch – Cal

### Fellowship Award
Prix d'honneur de la BAFTA, récompense la réussite dans les différentes formes du cinéma.
- Jeremy Isaacs

## Récompenses et nominations multiples

### Nominations multiples
Films
 12  : La Déchirure
 7  : L'Habilleur
 6  : Greystoke, la légende de Tarzan
 5  : Il était une fois en Amérique, Porc royal
 4  : Indiana Jones et le Temple maudit, La Compagnie des loups, Paris, Texas
 3  : Another Country : Histoire d'une trahison, Carmen
 2  : SOS Fantômes, Le Mystère Silkwood, Cal, Un amour de Swann
Personnalités
 2  : Haing S. Ngor

### Récompenses multiples
Légende : Nombre de récompenses/Nombre de nominations
Films
 8 / 12  : La Déchirure
 3 / 5  : Porc royal
 2 / 5  : Il était une fois en Amérique
Personnalités
 2 / 2  : Haing S. Ngor

### Grands perdants
1 / 6  : Greystoke, la légende de Tarzan